# グウィン (DD-433)
|           |                                                                               |
| 艦歴      |                                                                               |
| 発注:     |                                                                               |
| 起工:     | 1939年6月1日                                                                  |
| 進水:     | 1940年5月25日                                                                 |
| 就役:     | 1941年1月15日                                                                 |
| 退役:     |                                                                               |
| その後:   | 1943年7月13日に海没処分                                                       |
| 除籍:     |                                                                               |
| 性能諸元  |                                                                               |
| 排水量:   | 1,630トン                                                                     |
| 全長:     | 348 ft 3 in (106.1 m)                                                         |
| 全幅:     | 36 ft 1 in (11.0 m)                                                           |
| 吃水:     | 11 ft 10 in (3.6 m)                                                           |
| 機関:     | 4缶、2軸推進、50,000 shp (37 MW)                                              |
| 最大速:   | 37.4ノット (69 km/h)                                                          |
| 航続距離: | 6,500海里 (12,000 km) 12ノット(22.2km/h)時                                    |
| 乗員:     | 士官16名、兵員260名                                                           |
| 兵装:     | 5インチ砲5門 12.7mm機銃6基 20mm対空機銃6基 21インチ魚雷発射管10門 爆雷軌条2基 |

グウィン (USS Gwin, DD-433) は、アメリカ海軍の駆逐艦。グリーブス級駆逐艦の1隻。艦名は南北戦争時の海軍士官であるウィリアム・グウィン少佐に因む。その名を持つ艦としては3隻目。

## 艦歴
グウィンは1939年6月1日にボストン海軍工廠で起工する。1940年5月25日にジェシー・T・リピンコット夫人（グウィン少佐の又従姉妹）によって命名、進水し、1941年1月15日に艦長J・M・ヒギンズ少佐の指揮下就役した。
グウィンは1941年4月20日に整調訓練を完了し、ボストン海軍工廠で最終調整を行った後、カリブ海での中立パトロールに従事した。1941年9月28日にアイスランドのクヴァールフィヨルズル (Hvalfjörður、ハヴァルフィヨルドとも) を拠点として北大西洋での任務に就くよう命じられる。真珠湾攻撃の後、グウィンはパナマ運河を通過しカリフォルニア州サンフランシスコに急行した。

### その後
コロンバンガラ島沖海戦で、魚雷攻撃をうけ、機関室を直撃された。ダメージ・コントロールもうまくいかず、結局味方に海没処分された。将校2人、水兵59人が艦と運命を共にした。
グウィンは第二次世界大戦の戦功で5個の従軍星章を受章した。